# William Allingham
William Allingham, pseud. Giraldus, Patricius Walker (ur. 19 marca 1824, zm. 18 listopada 1889) – irlandzki poeta oraz antropolog. Jego żona Helen Allingham była znaną akwarelistką i ilustratorką. William Allingham przyjaźnił się z Dantem Gabrielem Rossettim. Debiutował w 1850 tomikiem Poems. Poeta tworzył między innymi sonety. Wiersz Under the Grass napisał oktawą. Generalnie jednak preferował prostsze formy wersyfikacyjne.

## Dzieła
- Day and Night Songs, 1854
- Peace and War, 1854
- The Music-Master, 1855
- Nightingale Valley [jako Giraldus], 1860
- The Ballad Book, 1864
- Laurence Bloomfield in Ireland, 1864
- Fify Modern Poems, 1865
- Rambles by Patricius Walker, 1873
- Evil May-Day, 1882
- The Fairies, 1883
- Rhymes for Young Folk, 1887
- Flower Pieces, and Other Poems, 1888
- Life and Phantasy, 1889